# Sam Harris
Sam Harris (9 de abril de 1967) es un filósofo, neurocientífico, cofundador y director del Proyecto Razón. Es autor del libro El fin de la fe (The End of Faith, 2004), que estuvo durante 33 semanas en la lista de best sellers según el New York Times, y ganó el premio PEN/Martha Albrand de ensayo en el año 2005 y de Carta a una nación cristiana (Letter to a Christian Nation, 2006), una respuesta a la crítica que despertó su primer libro.
Harris es un crítico moderno de las religiones y un afamado representante del escepticismo científico, considerado uno de los portavoces del nuevo ateísmo. Apoya firmemente la separación entre Iglesia y Estado, la libertad de culto, así como la libertad para criticar a las religiones. Harris ha escrito numerosos artículos en The Huffington Post, Los Angeles Times, The Washington Post, The New York Times, Newsweek y algunos en revistas científicas como Nature. Sus artículos tocan diversos temas, entre los que se incluyen la religión, moralidad, neurociencia, libre albedrío, terrorismo así como artículos en los que trata la defensa propia ante las críticas.
En 2010 publicó el libro The Moral Landscape, en el que argumenta que la ciencia puede dar respuesta a los problemas éticos, ayudando a facilitar el bienestar de la humanidad. Regularmente da charlas por Estados Unidos y Gran Bretaña, que incluyen charlas en la Universidad de Oxford, Cambridge, Harvard, Caltech, Berkeley, Universidad de Stanford, Universidad de Tufts, así como en TED. Harris también ha realizado numerosas apariciones públicas en televisión, entrevistas y documentales.
Harris es desde 2020 miembro de Giving What We Can, una organización centrada en el altruismo eficaz cuyos miembros se comprometen a donar al menos el 10% de sus ingresos a organizaciones benéficas efectivas.

## Biografía
Después de ser objeto de intensas críticas por sus ataques a las creencias religiosas dogmáticas, Harris se muestra cauto acerca de revelar detalles de su biografía.
Ha dicho que fue criado por una madre judía y un padre cristiano cuáquero, y declaró en Newsweek que de niño "rechazó ser benei mitzvá"
Asistió a la Universidad de Stanford, pero dejó los estudios después de una experiencia con el éxtasis que le cambió la vida. Durante este periodo viajó a oriente para estudiar budismo y meditación, y afirma haber leído cientos de libros de religión.[cita requerida]
Después de once años volvió a Stanford y completó una licenciatura en Filosofía.
Completó un doctorado en neurociencia por la UCLA, usando imágenes de resonancia magnética funcional para llevar a cabo su investigación sobre las bases neuronales de las creencias, el escepticismo y la incertidumbre.

## Pensamiento
El mensaje fundamental de Harris es que ha llegado el momento de hablar abierta y honestamente sobre religión, cosa que no se ha hecho hasta la fecha. El autor considera que está en peligro la supervivencia de la civilización por el tabú contra cualquier cuestionamiento de las creencias religiosas. Aunque destaca lo que reconoce como un problema particular del Islam en este momento respecto al terrorismo internacional, Harris hace una crítica directa de la religión de todos los estilos y tendencias. Ve la religión como un obstáculo para progresar hacia enfoques más claros de la espiritualidad y la ética. 
Al tiempo que se define como ateo, Harris asevera que este término no es necesario. Su postura es que el ateísmo no es una visión del mundo o una filosofía, sino la "destrucción de malas ideas". Afirma que la religión es especialmente fecunda en malas ideas, llamándola "uno de los más perversos desaprovechamientos de la inteligencia jamás desarrollados." Harris compara las creencias religiosas de la actualidad con los mitos de la Grecia Clásica, que fueron aceptados una vez como reales, pero están hoy día desfasados. En una entrevista en enero de 2007 a la PBS, Harris apuntó que: "No tenemos una palabra para los no creyentes en Zeus, lo cual es cómo decir que somos todos ateos respecto a Zeus, y tampoco tenemos una palabra para designar a los que no son astrólogos". Continúa diciendo que el término ateo será abolido solo cuando "alcancemos un nivel de honestidad intelectual donde nunca más pretendamos tener razón sobre las cosas sobre las que no tenemos certeza".
Harris también rechaza que la Biblia fuera inspirada por un Dios omnisciente. Establece que si ese fuera el caso, el Libro podría "hacer predicciones específicas y constatables sobre los acontecimientos humanos". En su lugar, la Biblia "no contiene ni una frase que no pueda haber sido escrita por un hombre o mujer del siglo I".
En El Fin de la Fe, Harris dedica un capítulo a "La naturaleza de las creencias". Su principal argumento es que todas nuestras creencias, excepto aquellas relacionadas con un dogma religioso, están basadas en la evidencia y la experiencia. Dice que la religión permite puntos de vista que incluso son venerados como "sagrados", que en otros ámbitos podrían ser tachados como "locuras". El autor presta una atención específica a enseñanzas tales como la transubstanciación de la doctrina católica, según la cual, durante la Misa, en la Eucaristía, el pan y el vino se transforman en toda su esencia en el Cuerpo y la Sangre de Cristo. Harris discute que si un individuo desarrollara esta creencia por su cuenta, sería tachado sin duda de "loco". En el contexto de la religión, no obstante, tales enseñanzas no se cuestionan -y además no pueden cuestionarse-. Harris escribe que es un mero accidente histórico que sean consideradas como normales en nuestra sociedad creencias como que el Creador del Universo puede oír tus pensamientos, mientras que pueda ser un signo de enfermedad mental la creencia en que Él se comunica contigo mediante el código Morse mientras la lluvia cae sobre los cristales de tu habitación."

### Intolerancia conversacional

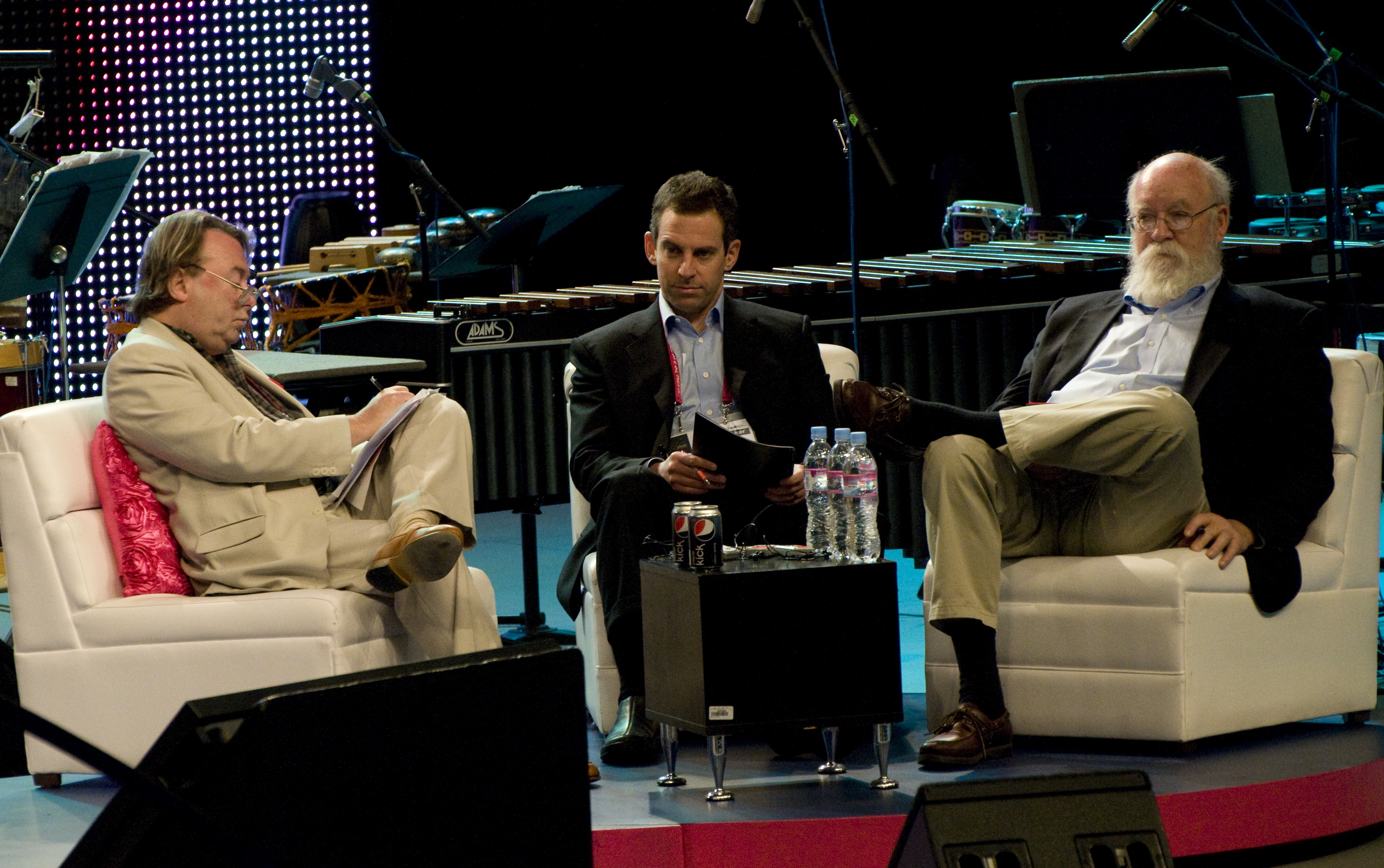
Christopher Hitchens, Sam Harris y Daniel Dennett en la Ciudad de las Ideas 2009. Re-evolución

El pensamiento de Harris aboca a una benigna y correctiva forma de intolerancia, distinguiéndola de la histórica persecución religiosa. Él promueve una intolerancia conversacional en la cual las convicciones personales se enfrentan a las evidencias y donde se exige una honestidad intelectual por igual, tanto en posturas religiosas como en las no religiosas. Harris aboga por la necesidad de contrarrestar la tendencia general a impedir una crítica abierta de las ideas religiosas, creencias y prácticas.
Harris arguye que tal conversación e investigación es esencial para el progreso en cualquier otro campo del conocimiento. Pone como ejemplo a quienes piden "respeto" por determinadas posturas en física o historia; en lugar de ello, exigimos razones y esperamos evidencias, mientras que quienes se dedican a lo contrario, son rápidamente marginados en estos campos. Así, Harris aduce que la costumbre de deferencia con las ideologías religiosas constituye un doble rasero que, seguido de eventos como los ataques del 11 de septiembre, ha llegado a ser un riesgo demasiado grande.
En la entrevista a la PBS de 2007 Harris dice: "La utilidad de la religión, el hecho de que da sentido a la vida, eso que hace a la gente sentirse bien no es un argumento a favor de la verdad de ninguna doctrina religiosa. No es un argumento que vuelva razonable el creer que Jesús verdaderamente nació de una virgen o que la Biblia es la palabra perfecta del creador del universo. Sólo puedes creer esas cosas o deberías poder creer esas cosas si piensas que hay buenas razones para creerlas."

### La América religiosa
Harris centra gran parte de su crítica en la situación actual de los asuntos religiosos en Estados Unidos. Le preocupa que muchas áreas de la cultura americana se vean perjudicadas por creencias sostenidas por dogmas religiosos. Por ejemplo, cita encuestas que muestran que el 44% de los norteamericanos creen que es "cierto" o bastante "probable" que Jesús vuelva a la Tierra en los próximos cincuenta años. El mismo porcentaje cree que el creacionismo debería ser enseñado en las escuelas públicas y que Dios ha prometido, literalmente, la tierra de Israel a los modernos judíos.
Tales creencias impiden la planificación de un futuro sostenible, afirma Harris. Señala que a la luz de las profecías bíblicas, el Apocalipsis se considera un precursor necesario de la segunda venida o el Arrebatamiento de la Iglesia como algunos lo llaman. Harris observa que una proporción significativa de la población norteamericana podría ver una guerra nuclear en Oriente Medio como un augurio del final de los días.
Harris va más allá, apuntando que los mismos individuos que sostienen estos puntos de vista eligen y son elegidos como presidentes, senadores o diputados, haciendo prácticamente imposible para cualquiera que no comparta tal fe una candidatura política. Cuando el presidente George W. Bush invoca públicamente a Dios en discursos sobre asuntos nacionales o exteriores, Harris nos invita a considerar cómo reaccionaríamos si el presidente invocara a Zeus o Apolo de un modo similar.

### El islam

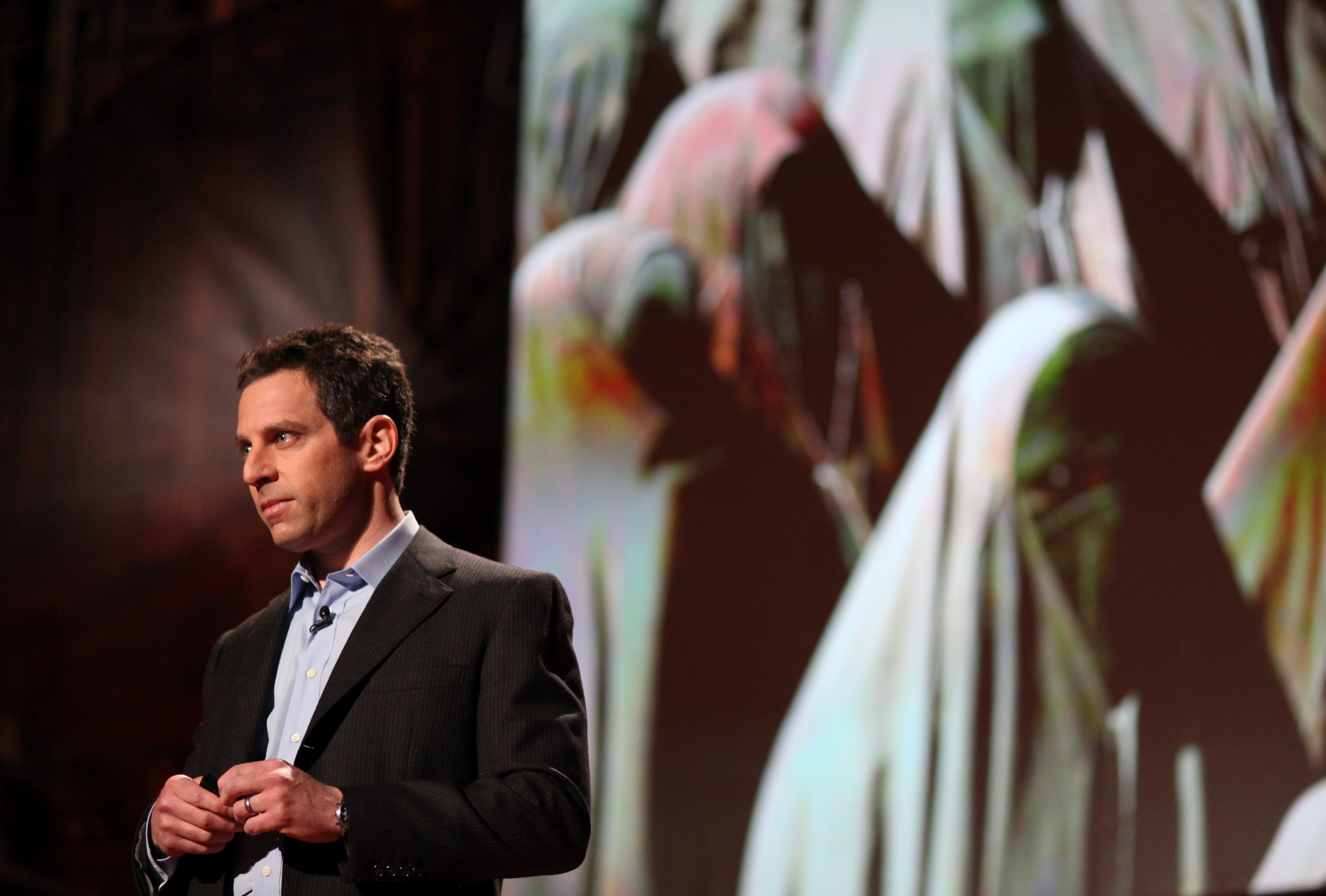
Sam Harris en su presentación "La ciencia puede resolver preguntas morales" de una conferencia de TED en 2010

Aunque Harris critica todas las religiones, argumenta que las doctrinas del Islam son particularmente peligrosas para la civilización. Harris critica la respuesta de occidente a atrocidades terroristas tales como los ataques del 11 de septiembre. Por ejemplo, se postula al islam como una "religión de paz" al tiempo que se declara una "Guerra contra el terrorismo". Harris considera el primer sentimiento como demostrablemente falso, mientras que el segundo está vacío de contenido.
En lugar de ello, dice, deberíamos reconocer abiertamente que la civilización occidental está en guerra con el Islam, el cual propone una doctrina política y religiosa de sometimiento, no un mensaje de paz. El Corán y los hadices, observa, están plagados de ambiguas incitaciones al asesinato de infieles, actos que, de acuerdo con los textos, están gratamente recompensados con una eternidad de placeres celestiales (incluyendo las celebradas 72 vírgenes). Es específicamente esta metafísica del martirio o jihad que lleva a la muerte la que Harris ve como la fuente del mayor peligro. Que tales nociones podrían ser meramente el producto de una forma más extrema del Islam es un argumento que Harris considera especialmente insostenible, a la luz de la violencia desplegada por todo el mundo a partir de 2006, a causa de las caricaturas de Mahoma que representaban (y satirizaban) al Profeta. Harris sostiene que los disturbios no ocurrieron porque las caricaturas fuesen "especialmente despectivas", sino a causa de que la "mayoría de los musulmanes creen que es un sacrilegio representar a Mahoma de cualquier modo." Harris mantiene que estamos en guerra con un "específico modo de vida prescrito por el Corán y elaborado en la literatura de los hadices".
Harris reconoce que otras religiones distintas del Islam pueden inspirar (y han inspirado) atrocidades. El autor analiza ejemplos tales como la Inquisición y la caza de brujas en El Fin de la Fe. No obstante, Harris cree que el islam se adapta mejor a este propósito que la mayoría de las otras religiones. Sostiene este argumento en un blog, en 2005:

Cualquiera que imagine los intereses mundanos del terrorismo musulmán debe responder a cuestiones del siguiente tipo: ¿Dónde están los hombres bomba suicidas del budismo tibetano? Los tibetanos han sufrido una ocupación mucho más brutal y cínica que cualquiera que Gran Bretaña, los Estados Unidos o Israel hayan infligido al mundo musulmán. ¿Dónde están las multitudes de tibetanos dispuestos a perpetrar atrocidades suicidas contra civiles chinos? No existen. ¿Qué es lo que marca la diferencia? La diferencia reposa en los principios específicos del Islam. Esto no implica que el budismo no pueda inspirar violencia suicida. Puede y lo ha hecho (Japón, 2.ª Guerra Mundial). Pero eso no concede un ápice a los apologistas del Islam. Como budista debes esforzarte tremendamente para justificar tal barbarie. Sin embargo, no necesitas tanto como musulmán. La verdad es que debemos finalmente afrontar que el islam contiene nociones específicas de martirio y jihad que explican completamente el carácter de la violencia musulmana.

Harris ha pedido a las comunidades musulmanas que practiquen una crítica abierta a su fe para ayudar a los gobiernos occidentales en la localización de los religiosos extremistas que se encuentren entre ellos. El autor arguye que los musulmanes deben estar preparados para aceptar los estereotipos raciales como una herramienta en la lucha contra el terrorismo, si estos pueden mostrar que una adhesión al islam puede predecir, estadísticamente, un comportamiento terrorista.

### El Budismo
Para Harris es posible argumentar que la tradición budista, considerada como un todo, representa la más rica fuente de sabiduría contemplativa que cualquier civilización ha producido. Considera que en un mundo mediatizado por la lucha fratricida entre las religiones mayoritarias basadas en la creencia en un Dios en el cielo, la ascendencia de la sabiduría budista debería ser bienvenida como un indudable avance.
La sabiduría de Buda, según Harris, se encuentra hoy en día atrapada por la religión budista. Incluso en Occidente, donde científicos y contemplativos budistas colaboran en el estudio de los efectos de la meditación en el cerebro, el budismo sigue siendo un asunto meramente parroquial. Para Harris podría ser justo decir, tal y como muchos practicantes del Budismo alegan, que el Budismo no es en sí mismo una religión, si bien muchos budistas a lo largo del mundo lo practican como tal en la misma forma ingenua y supersticiosa en la que todas las religiones son practicadas. Todo se ve empeorado por el hecho obvio de que cualquier no budista sí ve al budismo como una religión y, lo que es peor, como la religión equivocada. Hoy en día hablar sobre budismo inevitablemente sirve para impartir una falsa visión de las enseñanzas de Buda.
Es cierto para Harris que muchos representantes del budismo, en particular el Dalái lama, trabajan constantemente para enriquecer su punto de vista sobre el mundo a través del diálogo con la ciencia moderna. Pero el hecho de que el dalái lama se reúna habitualmente con científicos occidentales para discutir sobre la naturaleza de la mente humana, no quiere decir que el budismo, o el budismo tibetano, o los propios puntos de vista del dalái lama, no estén contaminados por el dogmatismo religioso. De hecho, hay ideas en el budismo tan increíbles como para reducir el dogma cristiano del nacimiento de Jesús de una virgen plausible en comparación. A nadie hoy en día le servirían unas nociones tan arcanas para darle una explicación evolutiva a la naturaleza de la mente humana. Existen budistas educados en escuelas occidentales que aparentemente creen realmente que el gurú Rinpoche nació del vientre de una flor de loto. 
Considera Harris que el hecho es que una persona puede abrazar las enseñanzas de Buda e incluso convertirse en un convencido contemplativo budista sin creer en nada basándose en evidencias insuficientes. Algo que no puede necesariamente decirse de otras religiones basadas en la fe. El budismo se parece a la ciencia de alguna forma. Uno parte de la hipótesis de que empleando su capacidad de atención de la forma prescrita, la meditación, y comprometiéndose o evitando ciertos comportamientos, la ética, obtendrá el resultado anhelado; sabiduría y bienestar psicológico. Este espíritu empírico anima a los budistas de una forma incomparable. Por esto, la metodología budista, desprovista de banalidades religiosas, podría ser uno de nuestros mejores recursos para desarrollar un entendimiento científico de la subjetividad humana.
Como curiosidad, Sam Harris trabajó durante un mes como guardaespaldas del dalái lama como parte de sus estudios del budismo.

### Moderación
Aunque Harris acepta que reemplazar el extremismo religioso con moderación religiosa sería un paso adelante, critica también a los teístas moderados. Harris sostiene que la moderación religiosa da cobertura al fundamentalismo religioso. Harris afirma:

Hablando francamente sobre la situación de nuestro mundo, la Biblia y el Corán, que contienen montones de sandeces sobre la destrucción de la vida, son la antítesis de la tolerancia, tal y como la conciben hoy los moderados. Pero ya no podemos permitirnos el lujo de mantener esa corrección política. Es hora de que reconozcamos el precio que estamos pagando para mantener la iconografía de nuestra ignorancia.

Más aún, Harris sostiene que es tan absurdo continuar esperando el mismo respeto por todas las creencias religiosas en liza, como la reivindicación de la verdad absoluta inherente a cada una de ellas. Cualquier religión que afirme que todos los otros sistemas de creencias son falsos y heréticos no puede fomentar una verdadera aceptación o tolerancia de la diversidad religiosa. Harris concluye que la moderación religiosa descansa sobre una debilidad intelectual.
Harris también dice que la moderación es mala teología porque los extremistas tienen, en cierto sentido, razón: Dios desea empujar a los homosexuales a la muerte o destruye infieles si uno interpreta literalmente los textos. Harris apunta que la moderación religiosa parece ser ciega a la realidad de las creencias de los fundamentalistas. Los moderados tienden a afirmar que los ataques suicidas pueden ser explicados por un abanico de factores sociales, políticos y económicos. Harris observa que muchos de los suicidas no vienen de la pobreza, sino de la sociedad musulmana de clase media. Apunta el hecho de que en el 11 de septiembre los secuestradores eran universitarios de clase media y no sufrieron ninguna experiencia de opresión política. Harris concluye así que la religión es una causa significativa del terrorismo.

¿Cuántos arquitectos e ingenieros más deben estrellarse a 300 km/h antes de que admitamos que la violencia jihaidista no es una mera cuestión de educación, pobreza o política? La verdad, bastante sorprendente, es que en el año 2006 una persona puede tener suficiente material y recursos intelectuales para construir una bomba nuclear y seguir creyendo que conseguirá 72 vírgenes en el Paraíso. Los seglares occidentales, liberales y moderados, han comprendido esto muy lentamente. La causa de su confusión es simple: no saben lo que es verdaderamente creer en Dios.

Harris descarta la idea de que las enseñanzas de Jesús y el Nuevo Testamento en general sirvan para moderar las leyes más extremas establecidas en el Antiguo Testamento. Apunta que el Antiguo Testamento prescribe la muerte y el castigo para -entre otras cosas- la ruptura de los Diez Mandamientos, incluyendo la herejía contra Yahvé y el adulterio. El autor añade que Jesús y sus seguidores nunca repudiaron tales enseñanzas en el Nuevo Testamento. Hablando a la New York Society for Ethical Culture en 2005, Harris dijo: "Tengo noticias. He leído los Libros y Dios no es moderado... No hay ni un lugar en los Libros donde Dios diga, '¿Sabes? Cuando llegues al Nuevo Mundo y desarrolles los tres poderes públicos para el gobierno y tengas una sociedad civil, puedes simplemente abandonar la barbaridad que recomendé en los primeros libros."

### La moralidad y la ética

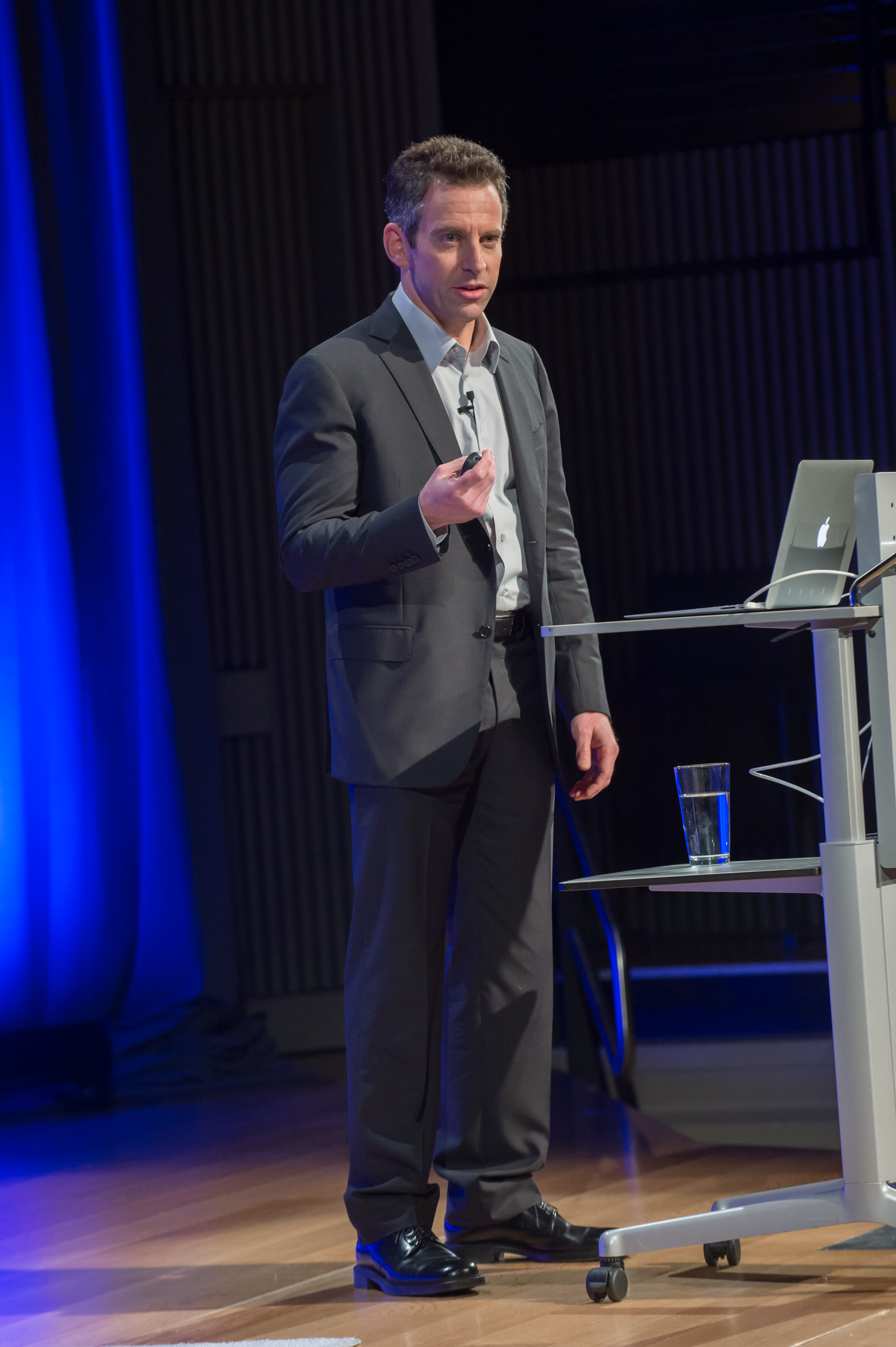
Sam Harris en Waking Up: San Francisco en 2014.

En lo que respecta a la moralidad, Harris considera que ha transcurrido un largo periodo hasta la recuperación del humanismo secular. Harris describe el supuesto enlace entre la fe religiosa y la moralidad como un mito, sostenido por evidencias estadísticas. Apunta, por ejemplo, que los países escandinavos, altamente seculares y ateos, se encuentran entre los más generosos en la ayuda al desarrollo del Tercer Mundo.
Harris va más allá y postula que, lejos de ser la fuente de nuestra intuición moral, la religión puede apoyar posiciones éticas altamente problemáticas. Cita varios ejemplos, incluyendo la prohibición católica del uso del preservativo, con el agravante de la epidemia de sida; los intentos del lobby religioso estadounidense por impedir la investigación con células madre; y el carácter punitivo de la estadounidense "guerra contra las drogas". Harris ve en estos ejemplos la tendencia de la religión a separar los juicios morales del sufrimiento humano. Harris también observa la influencia de la religión en la mayoría de las leyes antivicio de Estados Unidos. Escribe que la mayoría de las leyes que prohíben la pornografía, la sodomía y la prostitución son, en realidad, intentos por combatir el "pecado", más que el "crimen".
Mientras que algunos sienten que la religión es necesaria para dar un sentido a la vida y para instruir a la humanidad en un comportamiento moral, Harris propone que la moralidad y la ética pueden ser estudiadas y mejoradas sin "presuponer cualquier cosa sin evidencias". Afirma que los hombres podrían "decidir lo que es bueno en los Libros de la Bondad", en lugar de derivar nuestro código moral de las Escrituras. Harris alaba la Ética de la reciprocidad como una enseñanza moral que es "grande, sabia y compasiva" y la opone a edictos bíblicos que castigan con la muerte las relaciones prematimoniales, la desobediencia a los padres o la adoración de "otros dioses". Harris afirma que hemos evolucionado de tal modo en nuestro pensamiento que comprendemos que merece la pena seguir la ética de la reciprocidad, mientras que algunos otros mandamientos de la Biblia no. También apunta que incluso la ética de la reciprocidad no es exclusiva de ninguna religión y se sabe que figuras como Confucio o Buda la enseñaron siglos antes de que la Biblia fuese escrita.
Más polémica: Harris ha presentado un artículo acerca del cuestionamiento de la relatividad moral del daño colateral y la tortura durante la guerra, algo que queda ilustrado con su polémica teoría del arma perfecta. Argumenta que si aceptamos el daño colateral cuando se usan bombas en la guerra, no tenemos razón para rechazar el uso de la tortura. De hecho, Harris sostiene que el asesinato de civiles inocentes debería ser más problemático para nosotros que la propia tortura de, por ejemplo, un sospechoso de terrorismo. Harris señala que la muerte de civiles en Irak y Afganistán son consecuencias previsibles e inevitables del bombardeo de los países. No obstante, las bajas civiles se ven como desafortunadas, pero no tan inaceptables como para evitar los ataques. Cualquier sufrimiento causado por la tortura de gente como el líder de Al Qaeda Osama bin Laden, dice Harris, es minúsculo comparado con las muertes y lesiones de civiles inocentes. En respuesta a la controversia causada por este argumento, Harris afirma que "si crees que se puede justificar arrojar bombas en un intento de matar a un hombre como Osama bin Laden (y aceptamos el riesgo de matar y mutilar a hombres, mujeres y niños inocentes), deberías pensar que a veces puede justificarse aplicar el "submarino" a un hombre como Osama bin Laden (asumiendo el riesgo de abusar de alguien que solo se parece a Osama bin Laden) Harris, sin embargo, mantiene que la tortura debería permanecer siendo ilegal y que comparar la tortura con los daños colaterales no le hace ver la tortura como "aceptable". No obstante, cree que esta discusión es necesaria para dar coherencia a las creencias sobre ambos aspectos.

### Libre albedrío
Sam Harris dice que la idea del libre albedrío "no se puede mapear a ninguna realidad concebible" y es incoherente.

"[...] Creo que vale la pena persistir en la confusión popular sobre este punto, porque ciertos impulsos morales, por ejemplo la venganza, dependen de una visión de la agencia humana que es conceptualmente incoherente y empíricamente falsa. También creo que la ilusión convencional de libre albedrío puede disiparse, no simplemente ignorarse, modificarse o establecerse sobre nuevas bases."

Harris escribe en su corto ensaño Free Will (Libre albedrío) que la neurociencia "revela que eres un títere bioquímico". Los pensamientos y las intenciones de la gente, dice Harris, "surgen de causas de fondo de las que no somos conscientes y sobre las cuales no ejercemos control consciente". Por lo que Harris considera el libre albedrío como una "ilusión", al igual que Jerry Coyne.
Cada elección que hacemos, se hace como resultado de causas que "están determinadas por causas anteriores y no somos responsables de ellas, o son producto de la casualidad y no somos responsables de ellas", y por lo tanto, no son realmente elecciones. Sin embargo, Harris sostiene que la ausencia de libre albedrío no obvia una distinción entre acciones voluntarias e involuntarias.
Harris postula que las intenciones son reveladoras. Él sostiene que esta comprensión de la mente humana no socava la moral ni disminuye la importancia de la libertad social y política, pero puede y debe cambiar la forma en que pensamos acerca de algunas de las preguntas más importantes de la vida.

### Espiritualidad
Harris desea recuperar la espiritualidad para el dominio de la razón humana. Él se inspira en las prácticas de las religiones orientales, en particular en la meditación, como se describe principalmente por los practicantes hindúes y budistas. Si se presta una estrecha atención a cada momento de la experiencia consciente, sugiere Harris, es posible dar un sentido a nuestro "yo" y llegar a un nuevo estado de bienestar. Más aún, Harris afirma que tales estados de la mente deberían ser sometidos a una investigación científica formal, sin la incorporación de mitos y supersticiones que a menudo acompañan estas prácticas en el contexto religioso. "Evidentemente no hay un obstáculo más grande para una verdadera aproximación empírica a la experiencia espiritual que nuestras actuales creencias sobre Dios", escribe.

## Crítica y debate
Véase también; El fin de la fe
Harris ha sido criticado por alguno de sus compañeros colaboradores en The Huffington Post. En particular, RJ Eskow le ha acusado de fomentar la intolerancia hacia la Fe, conducta potencialmente tan peligrosa como el fanatismo al que se opone. Margaret Wertheim también hizo hincapié en que los liberales deberían ver los argumentos de Harris "con un considerable escepticismo". Por otra parte, Harris ha recibido un espaldarazo de Nina Burleigh y Richard Dawkins.
En mayo de 2006, Harris sufrió un ataque constante en un destacado artículo de Meera Nanda para New Humanist, en el cual esta afirmaba que su análisis del extremismo religioso era defectuoso y sugirió que él había criticado la religión "por lo que parecía ser su verdadero objetivo: una defensa, más aún, una celebración del budismo y la espiritualidad hinduista". Además Nanda afirmó que la propuesta de Harris de un análisis crítico a la espiritualidad era una receta para el autoritarismo.
Scott Atran ha criticado a Harris por usar lo que Atran considera un enfoque poco científico del papel de las creencias en la psicología de los terroristas suicidas. En la conferencia de 2006 Beyond Belief, Atran se enfrenta a Harris por realizar una "caricatura del Islam". Atran continúa más tarde con una discusión en línea para Edge.org en la que criticó a Harris y otros por usar métodos de combatir el dogmatismo religioso que, según Atran "son científicamente infundados, psicológicamente vacuos y políticamente ingenuos y contraproducentes para los objetivos que perseguimos".
En enero de 2007, Harris recibió una crítica de John Gorenfeld escrita para AlterNet. 
Gorenfeld lleva a Harris a la tarea de defender algunos de los hallazgos de la investigación paranormal en áreas como la reencarnación y la xenoglosia. También critica fuertemente a Harris por su defensa de la tortura judicial. La crítica de Gorenfeld fue reflejada posteriormente por Robert Todd Carroll en el Skeptic's Dictionary. Como respuesta, Harris aclaró su postura en su propio sitio web, negando que hubiese defendido alguna vez tales puntos de vista hasta el punto que Gorenfeld sugería. Poco después Harris mantuvo un amplio debate con Andrew Sullivan en el foro de Internet Beliefnet. En abril de 2007 Harris debatió con el pastor evangélico Rick Warren para la revista Newsweek.
Durante los años 2007/08, Sam Harris impulsó el "Proyecto Razón", una fundación sin ánimo de lucro dedicada a difundir conocimiento científico y valores laicos en la sociedad.35

## Escritos y aparición en los medios
Los escritos de Harris se centran en la neurociencia, filosofía (en particular filosofía de la mente) y la crítica a la religión, por lo que es bien conocido. Escribe blogs para el Washington Post, el Huffington Post, y Truthdig, y sus artículos han aparecido en publicaciones tales como Newsweek, Los Angeles Times, el Boston Globe y The Times.
Harris ha tenido numerosas apariciones en la televisión y radio norteamericanas. En 2005 Harris apareció en el documental The God Who Wasn't There, dirigido por Brian Flemming. Harris habla en varios momentos del documental y después en una entrevista aparte de treinta minutos con el director. Harris fue un destacado orador en la conferencia de 2006 Beyond Belief: Science, Religion, Reason and Survival. Allí hizo dos presentaciones y participó en los debates en grupo. Harris también apareció varias veces en el podcast Point of Inquiry.
Aparece en uno de los vídeos musicales que componen la obra Symphony of Science de John Boswell: «A wave of Reason».
Harris también ha participado en algunas conferencias de TED.

## Podcast
En septiembre de 2013, Harris comenzó el podcast Waking Up, en el que analiza sus puntos de vista, responde a sus críticos y entrevista a los invitados. Los pódcast varían mucho en duración, desde 8 minutos hasta más de 4 horas, y no tienen un calendario de publicación regular, aunque su frecuencia ha aumentado con el tiempo. En 2017, el UK Business Insider lo incluyó en su lista de "8 podcasts que cambiarán su forma de pensar sobre el comportamiento humano" y PC Magazine lo incluyó en su lista de "Podcasts que debe descargar ahora". El podcast Waking Up ganó el Premio Webby de ese año por "People's Voice" en la categoría "Science & Education" en "Podcasts y audio digital".
A partir de enero de 2019 el podcast ha sido renombrado a "Making Sense" debido a que el nombre "Waking Up" fue tomado para su aplicativo móvil de meditación.

## Libros
- The End of Faith (2004). ISBN 0-393-03515-8. Traducción al español: El fin de la fe (2007). ISNB: 97-884-9360481-3.
- Letter to a Christian Nation (2006). ISBN 0-307-26577-3. Traducción al español: Carta a una nación cristiana (2007). ISBN 97-884-9360482-0.
- The Moral Landscape (2010). ISBN 1-439-17122-X.
- Lying (2011). ISBN 1-940-05100-2. Traducción al español: Mentir (2012). ASIN: B009D51BTC.
- Free Will (2012). ISBN 1-451-68340-5.
- Waking Up: A Guide to Spirituality Without Religion (2014). ISBN 1-451-63601-6. Traducción al español: Despertar (2015). ISBN: 97-884-9988457-8.
- Islam and the Future of Tolerance: A Dialogue (2015). ISBN 0-674-08870-0. Con Maajid Nawaz.